# アイローレ
アイローレ(伊: Airole)は、イタリア共和国リグーリア州インペリア県にある、人口約300人の基礎自治体（コムーネ）。

## 地理

### 位置・広がり

#### 隣接コムーネ
隣接するコムーネは以下の通り。
- Breil-sur-Roya (FR-06)
- ドルチェアックア
- オリヴェッタ・サン・ミケーレ
- ヴェンティミリア

### 地震分類
イタリアの地震リスク階級 (it) では、3 に分類される
。